# Сейдуба Сума
Сейдуба Сума (фр. Seydouba Soumah, нар. 11 червня 1991, Конакрі) — гвінейський футболіст, півзахисник сербського клубу «Нові Пазар».

## Клубна кар'єра
Народився 11 червня 1991 року в місті Конакрі. Вихованець футбольної школи клубу «Аякс» (Кейптаун). Дорослу футбольну кар'єру розпочав 2008 року в основній команді того ж клубу, проте стати основним гравцем не зумів, через що здавався в оренду в інші південноафриканські клуби «Ікапа Спортінг», «Кейптаун» та «Юніверсіті оф Преторія».
У лютому 2012 року Сума перебрався до Європи в словацьку «Нітру», за яку виступав до грудня, після чого перейшов до складу словацького гранду клубу «Слован». За командою з Братислави Сума по два рази вигравав чемпіонат та Кубок Словаччни, а також одного разу національний Суперкубок. Крім цього у сезоні 2015/16 Сейдуба на правах оренди виступав за клуб «Аль-Кадісія», ставши чемпіоном Кувейту.
18 липня 2017 року підписав контракт з сербським «Партизаном», який заплатив 1,65 млн євро і став найдорожчим футболістом в історії клубу. Відтоді встиг відіграти за белградську команду 6 матчів в національному чемпіонаті.

## Виступи за збірну
9 червня 2013 року дебютував в офіційних матчах у складі національної збірної Гвінеї проти Мозамбіку. Він зіграв 85 хвилин і був замінений на Альхассана Бангура. Сума забив свій перший гол 10 вересня 2013 року проти Єгипту (2:4). 15 листопада 2014 він відзначився хет-триком у матчі проти Того (4:1).
У складі збірної був учасником Кубка африканських націй 2015 року в Екваторіальній Гвінеї, зігравши у двох матчах.
| Дата       | Місто          | Господарі | Результат | Гості    | Турнір                                  | Голи | Примітки |
| ---------- | -------------- | --------- | --------- | -------- | --------------------------------------- | ---- | -------- |
| 5-2-2013   | Сен-Ле-ла-Форе | Сенегал   | 1 – 1     | Гвінея   | товариський матч                        | -    | 46'      |
| 9-6-2013   | Конакрі        | Гвінея    | 6 – 1     | Мозамбік | Відбір до ЧС 2014                       | -    | 85'      |
| 16-6-2013  | Конакрі        | Гвінея    | 1 – 0     | Зімбабве | Відбір до ЧС 2014                       | -    | 64'      |
| 14-8-2013  | Бліда          | Алжир     | 2 – 2     | Гвінея   | товариський матч                        | -    | 78'      |
| 10-9-2013  | Ель-Гуна       | Єгипет    | 4 – 2     | Гвінея   | Відбір до ЧС 2014                       | 1    | 42'      |
| 5-3-2014   | Тегеран        | Іран      | 1 – 2     | Гвінея   | товариський матч                        | -    | 64'      |
| 5-9-2014   | Касабланка     | Гвінея    | 2 – 1     | Того     | Відбір до Кубка африканських націй 2015 | 1    | 70'      |
| 10-9-2014  | Кампала        | Уганда    | 2 – 0     | Гвінея   | Відбір до Кубка африканських націй 2015 | -    |          |
| 11-10-2014 | Касабланка     | Гвінея    | 1 – 1     | Гана     | Відбір до Кубка африканських націй 2015 | -    | 3' 74'   |
| 15-10-2014 | Аккра          | Гана      | 3 – 1     | Гвінея   | Відбір до Кубка африканських націй 2015 | -    | 67'      |
| 15-11-2014 | Ломе           | Того      | 1 – 4     | Гвінея   | Відбір до Кубка африканських націй 2015 | 3    | 77'      |
| 19-11-2014 | Касабланка     | Гвінея    | 2 – 0     | Уганда   | Відбір до Кубка африканських націй 2015 | 1    |          |
| Усього     |                | Матчів    | 12        |          | Голів                                   | 6    |          |

## Досягнення

### «Слован»
- Чемпіон Словаччини (2): 2012/13, 2013/14
- Володар кубка Словаччини (2): 2012/13, 2016/17
- Володар Суперкубка Словаччини (1): 2014

### «Аль-Кадісія»
- Чемпіон Кувейту (1): 2015/16

### «Партизан»
- Володар кубка Сербії (1): 2017/18

### Індивідуальні
- Найкращий бомбардир чемпіонату Словаччини: 2016/17 (20 голів)
- У символічній збірній чемпіонату Словаччини: 2016/17[7]